# Cegnar
Cegnar je priimek v Sloveniji, ki ga je po podatkih Statističnega urada Republike Slovenije na dan 1. januarja 2010 uporabljalo 114 oseb in je med vsemi priimki po pogostosti uporabe uvrščen na 3.877. mesto.

## Znani nosilci priimka
- Fran(ce) Cegnar (1826—1892), pesnik in prevajalec
- France Cegnar (1925—2011), agronom in živilski tehnolog, ljubiteljski slikar
- Franci Cegnar, režiser
- Ivanka Cegnar (1884—1968), učiteljica
- Jože Cegnar, režiser (TV ...)
- Mirko Cegnar (1910—1980), gledališki igralec, režiser in publicist
- Tanja Cegnar (r. Žigon), meteorologinja
- Vesna Cegnar (*1949), živilska tehnologinja, mikrobiologinja
- Vladislav Cegnar (ps. Slavko Desetak) (1920—2003), režiser, igralec, pisatelj